# Capilla de Santa Rosa de Lima (Caracas)
La capilla Santa Rosa de Lima está ubicada en Caracas frente a la Plaza Bolívar. El 29 de mayo de 1696 el Colegio Seminario fue inaugurado y la capilla Santa Rosa de Lima se encontraba en construcción, no fue sino hasta 1721 cuando fue concluida. En esta capilla fue escenario de sucesos políticos, académicos de la historia venezolana, en especial el 1.º Congreso Constituyente que proclamó la independencia del 5 de julio de 1811.
El 18 de enero de 1904, el General Cipriano Castro decretó una remodelación para el Palacio de Justicia a cargo del arquitecto Alejandro Chataing, se conservó la Capilla y se utilizó como sede del Poder Ejecutivo Municipal de Caracas, la obra fue inaugurada 23 de mayo de 1906. Siendo hasta la actualidad el Palacio Municipal.
En este lugar se conserva el Arca de bronce que guarda el libro original de Actas del Cabildo. que narra los sucesos de la Revolución del 19 de abril de 1810, inicio de la independencia venezolana.